# Els fantasmes de Le Havre
Els fantasmes de Le Havre (títol original en francès, Les Fantômes du Havre) és una telefilm francobelga dirigit per Thierry Binisti i emès el 2018. S'ha doblat i subtitulat al català central per a TV3.
La pel·lícula televisiva és una coproducció de Scarlett Production, France Télévisions, Be-Films i RTBF.
Moustique va definir el film com un «entreteniment eficaç per a molts fans del gènere», encara que «els fans de Conan Doyle hauran endevinat cada gir molt abans que els herois». També destaca el «guió més aviat atractiu» i el «càsting sòlid».